# James Hanley

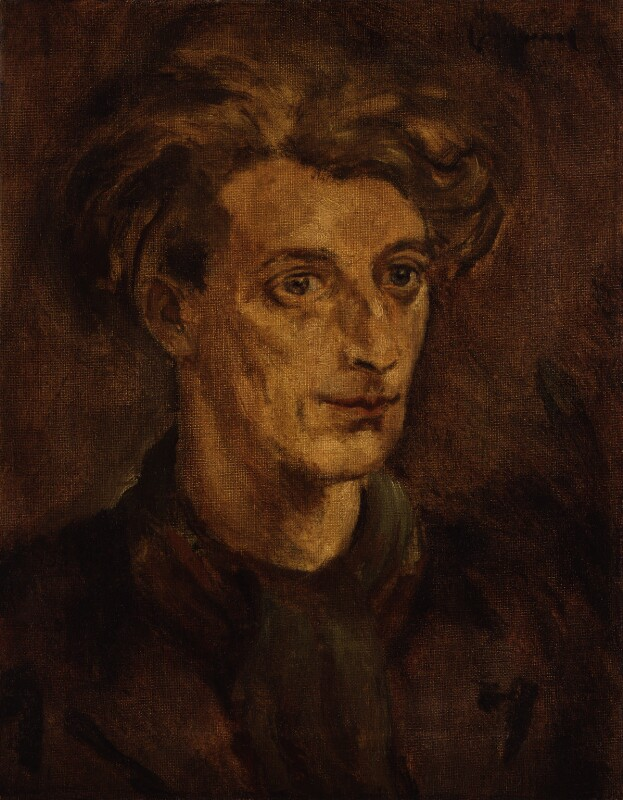
James Hanley, gemalt von Sydney Earnshaw Greenwood

James Hanley (* 3. September 1897 in Liverpool; † 11. November 1985 in London) war ein britischer Schriftsteller, der vor allem für seine Romane über die Seefahrt und über das Leben in den Elendsvierteln der Städte bekannt wurde.

## Leben und Werk
Hanley verfälschte seinen Lebenslauf in seiner 1937 erschienenen Autobiografie Broken Water erheblich, so dass sich bis heute häufig die Angabe findet, er sei 1901 in der irischen Hauptstadt Dublin geboren. Tatsächlich wurde er 1897 als Kind irischer Einwanderer in Liverpool in bescheidene Verhältnisse geboren. Sechs seiner elf Geschwister überlebten das Kleinkindalter nicht. Vermutlich besuchte er, wie zu dieser Zeit üblich, die Schule bis zum 13. Lebensjahr und begann danach in Liverpool zu arbeiten, bevor er 1915 nach Ausbruch des Ersten Weltkriegs als Matrose der Handelsmarine anheuerte. In den nächsten zwei Jahren befuhr er auf wechselnden Schiffen vor allem den Nordatlantik, aber auch das Mittelmeer.
Am 27. April 1917 desertierte er, als sein Schiff im kanadischen Hafen Saint Johns anlegte, und meldete sich als Freiwilliger für die kanadischen Expeditionsstreitkräfte. Als Gefreiter des 236. Bataillons (der „New Brunswick Kilties“) wurde er im August 1918 an die französische Front verlegt. Nach nur wenigen Tagen im Gefecht trug er eine Giftgasverletzung davon und wurde in ein Lazarett nach England gebracht. Nach Ende des Krieges wurde er nach einem weiteren kurzen Aufenthalt in Kanada im Zuge der Demobilisierung nach Kriegsende 1919 aus dem Heeresdienst entlassen.
Hanley kehrte nach England zurück und fasste den Entschluss, Schriftsteller zu werden. Über Jahre schrieb er zahllose Kurzgeschichten, bemühte sich aber vergebens um einen Verleger. Von diesem Frühwerk ist fast nichts erhalten, da Hanley diese Geschichten in reiferen Jahren vernichtete. Nach vielen erfolglosen Jahren konnte er Eric Partridge, zu dieser Zeit Lektor bei der Scholartis Press, davon überzeugen, seinen ersten Roman Drift anzunehmen. Er erschien in kleiner Auflage 1930 und erntete einige wohlwollende Kritiken. 1931 folgte der Kurzgeschichtenband Men in Darkness, der insbesondere von linken Literaturkritikern als mutiges Werk eines „proletarischen“ Realismus gepriesen wurde, auch wenn Hanley in seinem Werk wie auch in der Öffentlichkeit selbst kaum politisch Position bezog. Landesweit bekannt wurde er indes durch seinen zweiten Roman Boy, der 1932 noch unbeanstandet erschienen war. Hanleys Verlag Boriswood gab 1934 eine neue Ausgabe des Romans mit dem recht reißerischen Bild einer leichtbekleideten orientalischen Bauchtänzerin auf dem Umschlag heraus. Nach einem Hinweis aus der Bevölkerung beschlagnahmte die Polizei die Restauflage, die Verleger wurden wegen der Verbreitung sittenwidriger Schriften angeklagt und mussten schließlich £400 Strafe bezahlen, obwohl in der inkriminierten Ausgabe die pikantesten Passagen zeilenweise durch Asterisken ersetzt worden waren. E. M. Forster verteidigte das Kunstwerk 1935 in seiner Ansprache an den Internationalen Schriftstellerkongress in Paris.
Neben Forster war es in dieser Zeit unter anderem T. E. Lawrence, besser bekannt als „Lawrence von Arabien,“ der Hanley in seinen schriftstellerischen Ambitionen unterstützte. In den 1930er und 1940er Jahren produzierte Hanley eine Vielzahl von Geschichten und Romanen vor allem über das Leben auf See, was viele Kritiker zu Vergleichen mit Joseph Conrad verleitete. Zunehmend versuchte er sich an modernen Stilexperimenten. So stellt sein 1943 mit einer Einführung von Henry Miller veröffentlichter Roman No Directions die Geschehnisse in einem Londoner Haus während des Blitz vor allem in Bewusstseinsströmen der Protagonisten dar.
1930 war Hanley in ein kleines Haus in Wales gezogen und heiratete 1931 Dorothy, genannt Timmy, Heathcote. 1933 wurde ihr einziger Sohn Liam geboren. In den nächsten Jahrzehnten hielt sich Hanley zum Schreiben zumeist in Wales auf, zog aber gelegentlich auch nach London, wenn es ihm aus Geldnot opportun erschien, näher bei seinen Verlegern zu sein. In den 1940er und 1950er Jahren schrieb er stetig Prosa, in den 1950ern dann vor allem Hörspiele für die BBC, von denen er eines, Say Nothing, 1962 auch mit mäßigem Erfolg für das Theater adaptierte. In späteren Jahren nahm die Frequenz seiner Romane merklich ab. Er starb 1985 achtundachtzigjährig in London und wurde im walisischen Llanfechain beigesetzt – sein Grabstein vermerkt jedoch wiederum die Lebensdaten 1901–1985.
Waren seine frühen Werke zwischenzeitlich fast in Vergessenheit geraten, so hat sich in den Jahren seit seinem Tod ein verstärktes Interesse an Hanley eingestellt. Unter der Herausgeberschaft von André Deutsch erschienen Neuausgaben seiner frühen Romane, insbesondere 1991 bei Penguin eine erste ungekürzte – in anderen Worten unzensierte – Ausgabe von Boy mit einem Vorwort von Anthony Burgess.

## Werke
Romane
- Drift (1930)
- Boy (1931)
  - Neuausgabe: Boy. Mit einer Einleitung von Anthony Burgess und einem kritischen Apparat von Chris Gostick. Oneworld Classics, London 2007, ISBN 978-1-84749-006-3.
  - Deutsche Ausgabe: Fearon. Übersetzt von Joachim Kalka, mit einer Einleitung von Anthony Burgess. Arco, Wuppertal 2015, ISBN 978-3-938375-60-0.
- Ebb and Flood (1932)
- Captain Bottell (1933)
- Resurrexit Dominus (1934)
- The Furys (1935)
- Stoker Bush (1935)
- The Secret Journey (1936)
- Hollow Sea (1938)
- Between the Tides (1939)
- Our Time is Gone (1940)
- The Ocean (1941)
  - Deutsche Ausgabe: Ozean. Übersetzt von Nikolaus Hansen. Dörlemann, Zürich 2015, ISBN 978-3-03820-023-9.
- Sailor's Song (1943)
- No Directions (1943)
- What Farrar Saw (1946)
- Emily (1948)
- Winter Song (1950)
- The House in the Valley (1951; veröffentlicht unter dem Pseudonym Patrick Shone)
- The Closed Harbour (1952)
- The Welsh Sonata (1954)
- Levine (1956)
- An End and a Beginning (1958)
- Another World (1972)
- A Woman in the Sky (1973)
- A Kingdom (1978)

Kurzgeschichtenbände
- Men in Darkness (1931)
- Half An Eye (1937)
- Collected Stories (1953)
- Don Quixote Drowned (1953)

Essays und autobiografische Werke
- Grey Children (1937)
- Broken Water: An Autobiography (1937)
- A Man in the Corner (1969; Essay über John Cowper Powys)
- A Man in the Customs House (1971; Essay über Herman Melville)

## Sekundärliteratur
- James Armstrong: The Publication, Prosecution, and Re-publication of James Hanley's Boy (1931). In: Library 19:4, 1997, S. 351–362.
- Simon Dentith: James Hanley's The Furys: The Modernist Subject Goes on Strike. In: Literature and History 12:1, 2003, S. 41–56.
- John Fordham: The Matter of Wales: Industry and Rurality in the Work of James Hanley. In: Welsh Writing in English 5, 1999, S. 86–100.
- Frank G. Harrington: James Hanley: A Bold and Unique Solitary. Typographeum, Francestown, NH 1989.
- John Fordham: James Hanley: Modernism and the Working Class. University of Wales Press, Cardiff 2004. ISBN 0-7083-1755-3.
- Anne Rice: ‚A Peculiar Power about Rottenness‘: Annihilating Desire in James Hanley's The German Prisoner. in: Modernism/Modernity 9:1, 2002, S. 75–89.
- Robert Starr: “Nailed to the rolls of honour, crucified” : Irish literary responses to the Great War : the war writings of Patrick MacGill, James Hanley, and Liam O’Flaherty, Stuttgart : Ibidem Verlag, [2019], ISBN 978-3-8382-1331-6
- Edward Stokes: The Novels of James Hanley. F. W. Cheshire, Melbourne 1964.